# Philippe Fenwick
Philippe Fenwick, né le 12 juin 1972 est un comédien, auteur et metteur en scène français.

## Biographie
Philippe Fenwick a été au formé au Conservatoire à rayonnement régional de Toulouse puis à l'École Pierre Debauche à Agen. Il a également suivi une formation au Centre national des arts du cirque (CNAC) autour de la Magie nouvelle. Il a été codirecteur artistique du Théâtre de l'Étreinte aux côtés de William Mesguich et de la compagnie Zone d'ombre et d'utopie (ZOU) aux côtés de Marine Paris. Il est directeur artistique de la F Compagnie implantée à Saint-Denis (Seine-Saint-Denis).
Très investi dans le théâtre itinérant il a publié un Théâtre qui marche aux éditions Actes Sud, récit qui relate les 7 000 kilomètres qu’il effectua à pied pour porter, avec le Théâtre de l'étreinte et la Compagnie Pierre Debauche, le théâtre de village en village. En juin 2021, il publie Brest Vladivostok : journal d'un enthousiaste aux édition des Équateurs, ouvrage où il raconte la préparation de sa tournée à travers l'Eurasie.
Il est directeur artistique du collectif de photographes "93 grand angle" qui se déploie sur Aubervilliers et Épinay-sur-Seine ; le collectif expose en 2023 au Centre d'Art YGREC de l'École Nationale Supérieure des Art de Paris-Cergy, à l'Hôtel de ville d'Aubervilliers et sur les grilles du square Stalingrad à Aubervilliers. 
Il reçoit en 2023 le prix du jury du festival international du documentaire de Smolyan (Bulgarie) pour "Hier ce sera mieux".
En 2021, il entre avec l'un de ses textes La Lampe verte au répertoire du Théâtre Romen de Moscou, Théâtre national tzigane ; La Lampe verte est mis en scène par Nathalie Conio-Thauvin dans ce même théâtre. 
Ses pièces ont été jouées en France, en Russie, en Ukraine, en Serbie, au Monténégro en Roumanie, en Belgique, au Royaume-Uni et en Espagne. Il a fait, entre 2011 et 2017, partie des artistes régulièrement invités à l’Académie Fratellini. Il a été président du Centre international pour le théâtre itinérant (CITI), conventionné par le ministère de la Culture.
Il a écrit et réalisé plusieurs performances qui ont été présentées au Palais des Papes (Forum d’Avignon), au Centquatre (Paris), à la Galerie de la station « Palais Royal » (Paris), à l’Académie Fratellini (Saint-Denis), au MuCEM (Marseille), au Grand-Palais (Paris), à l’Opéra de Marseille et à la Friche La Belle de Mai (Marseille), au Collège des Bernardins (Paris)
Il a enseigné à l’Académie Fratellini (École nationale supérieure des arts du cirque) ; à l’ENACR (École nationale des arts du cirque de Rosny-sous-Bois). Il est également intervenu au Conservatoire national supérieur d'art dramatique (CNSAD), à l’École nationale supérieure des arts et techniques du théâtre (ENSATT) et à l'université Paris 1 Panthéon-Sorbonne sur le théâtre itinérant, au Théâtre du Jour (École nationale supérieure fondée et dirigée par Pierre Debauche)
Il enseigne, depuis 2021, aux Ateliers Blanche Salant.
Il a été à trois reprises boursier du Centre national du livre
Il a été résident à la Chartreuse du Centre national des écritures du spectacle (CNES) et à la Pensée sauvage (Vosges)
Il a été de 2009 à 2011, président du Centre international pour le théâtre itinérant (CITI).

## Théâtre

### Acteur
- 1994 : Ruy Blas de Victor Hugo, mise en scène Pierre Debauche
- 1994 : Le Songe d'une nuit d'été de William Shakespeare, mise en scène Pierre Debauche
- 1995 : L'amour des trois oranges de Carlo Gozzi, mise en scène Françoise Danell
- 1996 : Tartuffe de Molière, mise en scène Pierre Debauche et Nadine Darmon
- 1996 : Lulu de Wedekind, mise en scène Robert Angebaud
- 1996 : La belle au bois dormant de Charles Perrault, mise en scène Pierre Debauche
- 1997 : La Périchole de Offenbach, mise en scène Robert Angebaud
- 1997 : Les Trois Sœurs de Anton Tchekhov, mise en scène Pierre Debauche et Nadine Darmon
- 1997 : L'été de Romain Weingarten, mise en scène Françoise Danell
- 1997 : Myrtille Création collective , mise en scène Sylvie Laurent-Pourcel
- 1997 : Le bal des sardines mise en scène Elsa Lepoivre
- 1997 : Tango Voyou mise en scène Émilie-Anna Maillet
- 1998 : Dom Juan de Molière, mise en scène Anne Leclerq
- 1998 : La Hoberaute de Jacques Audiberti, mise en scène Anne Leclercq
- 1998 : Fin de partie de Samuel Beckett, mise en scène William Mesguich
- 1998 : Les mamelles de Tirésias de Guillaume Apollinaire, mise en scène Jean-François Gardeil
- 1999 : L'Avare de Molière, mise en scène William Mesguich
- 2000 : La Surprise de l'amour de Marivaux, mise en scène Daniel Mesguich
- 2002 : Oncle Vania de Anton Tchekhov, mise en scène William Mesguich
- 2004 : La veuve, la couturière et la commère de Charlotte Escamez, mise en scène William Mesguich
- 2008 : 28 voices surrounded de Alexandra Loewe, mise en scène Alexandra Loewe
- 2008 : Il était une fois les fables de Jean de La Fontaine, mise en scène William Mesguich
- 2015 : Les femmes savantes de Molière, mise en scène Macha Makeïeff
- 2024 : Demasculininisez-moi ou comment enfin devenir un homme de Pascal Beugré-Tellier, mise en scène Pascal Beugré-Tellier

### Acteur | Auteur
- 1998 : La légende des acteurs pèlerin de Philippe Fenwick et Pierre Debauche, mise en scène Pierre Debauche
- 1999 : La légende des porteurs de souffle mise en scène William Mesguich
- 2002 : La légende d'Antigone mise en scène William Mesguich
- 2004 : Monieur Septime, Solange et la casserole mise en scène William Mesguich
- 2006 : Confusion mise en scène William Mesguich
- 2007 : Requiem Loufique mise en scène Philippe Fenwick et Nicolas Melocco
- 2009 : Est ou Ouest procès d'intention mise en scène collective avec Hugues Hollenstein et Grit Krausse - Compagnie Escale
- 2010 : Sian Worna mise en scène Raphaël Navarro
- 2015 : Lumière d'Odessa mise en scène Macha Makeïeff
- 2018 : La lampe verte mise en scène Nathalie Conio-Thauvin
- 2021 : La lampe verte (version russe) mise en scène Nathalie Conio-Thauvin

### Acteur | Auteur | Metteur en scène
- 2010 : 7 millions 510 mille pas
- 2011 : Atavisme
- 2013 : On a fait tout ce qu'on a pu mais tout s'est passé comme d'habitude
- 2015 : Transsibérien je suis
- 2016 : Utopik

### Auteur | Metteur en scène
- 2005 : Cabaret Ratapine écrit avec Charlotte Escamez
- 2007 : Tu me vois ?

### Projet itinérant

#### À pied
- 1998 : La légende des acteurs pèlerins (de Vézelay à Roncevaux)
- 1999 : La légende des porteurs de Souffle (de Dunkerque aux Saintes-Maries-de-la-mer)
- 2002 : La légende d'Antigone (de Porte de la Chapelle à la Porte des Lilas en passant par la Lozère)

#### EnTranssibérien
- 2011 : Atavisme

## Cirque

### Auteur | Metteur en piste
- 2006 : Journée Type
- 2011 : Les Impromptus
- 2015 : Un maximum de chose en un minimum de temps
- 2016 : Grande Illusion
- 2017 : Songes

## Publication
- Les Fantaisies microcosmiques, ouvrage collectif avec Christophe Barbier, Claudie Decultis, Claudine Galéa, Franz-Olivier Giesbert, Victor Haïm, Stanislas Kemper, Maxime Lombard, Murielle Magellan, Amélie Nothomb, René de Obaldia, Érik Orsenna, Dominique Paquet, Jean-Yves Picq, Emmanuelle Polle, Fabienne Rouby, Karin Serres, Gonzague Saint Bris, Marie-Claude Tesson-Millet, Sylvain Tesson, Sébastien Thiéry et Florian Zeller, L'Avant-Scène Théâtre, collection Des Quatre Vents, 2004

- Un théâtre qui marche, Actes Sud, 2010

- Brest-Vladivostok, journal d'un enthousiaste, Les Équateurs, 2021

## Filmographie

### Réalisateur
- 2018 : Hier ce sera mieux avec des photographies[3] de Manuel Braun